# Bergfreiheit
Die Bezeichnung Bergfreiheit, auch Bergbaufreiheit genannt, ist ein Begriff des Bergrechts. Er bezeichnet das vom Grundeigentum unabhängige und jedermann eingeräumte Recht, bestimmte Bodenschätze zu suchen und zu gewinnen, wobei der gesamte Vorgang durch Gesetze geregelt ist und unter staatlicher Aufsicht steht.

## Entwicklung und historische Bedeutungen
Der Begriff der Bergfreiheit entstand infolge der Entkoppelung der Bodenschätze vom Grundeigentum, die mit der Entwicklung des Bergregals im Hochmittelalter einherging. Seither wurde der Begriff Bergfreiheit in verschiedenen Bedeutungen verwendet, am wichtigsten sind:
1. Bergfreiheit im engen, eigentlichen Sinn mit direktem Bezug auf die Bodenschätze, deren Gewinnung im Prinzip durch jedermann erfolgen kann, wenn auch unter Einhaltung bestimmter rechtlicher Regelungen oder Einschränkungen.[7] Dazu konnte der Landesherr oder Staat als Inhaber des Bergregals die Gewinnung der Bodenschätze für frei erklären oder die Bodenschätze gelten – wie heute in Deutschland – als herrenlos.[8]
2. Bergfreiheit oder Bergfreiheiten als Begriff für bestimmte, eventuell zeitlich befristete Rechte, die vom Landesherren oder Staat zur Förderung des Bergbaus erlassen wurden,[9] wie z. B. die württembergischen Bergfreiheiten von 1530, 1558, 1574 und 1597. Oft wurden sie durch zeitlich unbefristete Bergordnungen ergänzt, die umfangreiche Rechts- und Verwaltungsvorschriften enthielten.[10]
3. Bergfreiheit als Sammelbegriff für das freie Recht auf die Gewinnung der Bodenschätze und die zusätzlichen aus Gewohnheitsrecht entwickelten oder durch die Landesherren gewährten Rechte des Bergbaus und seiner Angehörigen, wie Gewerbefreiheit, eigene Gerichtsbarkeit, Zoll- und Abgabenbefreiungen etc.[6]
4. Schließlich kann sich der Begriff Freiheit auch auf die persönliche Freiheit der Bergleute beziehen, die sie vom Großteil der überwiegend ländlichen Bevölkerung unterschied.[11]

Mit dem Bergregal, das schon im Spätmittelalter in die Verfügungsgewalt der Landesherren kam, fiel den Landesherren auch die Ausgestaltung des Bergrechts und der Bergfreiheit zu, so dass beide in den zahlreichen deutschen Territorien sehr unterschiedliche Ausprägungen erfuhren. Zwar existierten weit verbreitete Übereinstimmungen, aber keine reichsweit gültigen Festlegungen. Eine stärkere Vereinheitlichung erfolgte erst in der zweiten Hälfte des 19. Jahrhunderts durch die Verbreitung des Allgemeinen Berggesetzes für die Preußischen Staaten und 1982 durch das Bundesberggesetz. Gleichzeitig wurden im 19. Jahrhundert die meisten Bergfreiheiten wie die eigene Gerichtsbarkeit abgeschafft oder hinfällig, da wesentliche Elemente wie persönliche Freiheit oder Gewerbefreiheit nunmehr allen Bürgern zugestanden wurden. Somit blieb allein die erstgenannte Bedeutung erhalten.

## Grundlagen
Früher wurde in den Gebieten, in denen Bergbau in größerem Umfang betrieben wurde, das Bergwerksgut als ein Gemeingut des Volkes betrachtet, nach dem jedermann suchen und es gewinnen durfte. Voraussetzung dafür war, dass die Person sich einen unterirdischen Raum (Grubenfeld) zuteilen ließ, in welchem sie Bergbau betreiben konnte. Die Zuteilung erfolgte durch den Gutsherrn, der die Vogtei über den Ort ausübte. Später wendeten die Kaiser und Landesherren den Begriff der Regalität auch auf den Bergbau an. In seiner Goldenen Bulle regelte Kaiser Karl IV., dass die Könige von Böhmen sowie alle geistlichen und weltlichen Kurfürsten sämtliches Gold, Silber, Kupfer, Zinn, Blei und Eisenerze sowie das Salz mit allen Rechten und Freiheiten besaßen. Da die Gewinnung dieser Bodenschätze im Interesse der Landesherren lag, überließen sie das Wagnis und die Mühen, die Bodenschätze durch bergmännische Tätigkeiten zu gewinnen, anderen Bergbauwilligen. Durch die Freierklärung des Bergbaues gestattete der Landesherr als oberster Bergherr jedermann – unter bestimmten, durch besondere Berggesetze und Verordnungen geregelten Voraussetzungen – das Recht der Gewinnung von im Bergfreien liegenden Mineralien. Durch die Bergfreiheit war es somit Privatpersonen möglich, gegenüber anderen Privatpersonen und auch gegenüber dem Staat auf deren Grundeigentum ein Bergeigentum zu erwerben. Dieses war und ist jedoch, wie alle anderen Rechte in einem Staat, nur möglich unter Einflussnahme der Staatsgewalt.
In der Feudalzeit bezeichnete die Bergfreiheit eine Sammlung von Rechten sowie die Entbindung von Pflichten, die einer Ansiedlung von ihrem Landesherren zugestanden wurden, um den Bergbau zu fördern. Dazu zählten unter anderem die Steuerbefreiungen, eine eigene Gerichtsbarkeit sowie verschiedene Sonderrechte wirtschaftlicher Art. In einigen Bergbaustädten brauchten die Bewohner zudem auch kein Schutzgeld zahlen und zahlten nur geringe Abgaben, wie das Pfarr- und das Baugeld, sowie in die Bergbaukasse eine selbst bewilligte Bieraccise zur Unterstützung des Bergbaus. Bergfreiheiten ähnelten also in gewisser Weise den Stadtrechten. Eine Beteiligung am Gewinn der so entstehenden Tätigkeiten kam dem jeweiligen Landesherren in Form von bestimmten Steuern und Abgaben zugute. Aufgrund der Bergfreiheiten durften in den Bergstädten neben den Bergleuten nur die Geistlichen und Künstler sowie die notwendigsten Handwerker wohnen. Damit sich die Preise für Lebensmittel und der Verbrauch des Holzes nicht erhöhten, durften sich Fremde nur mit einer schriftlichen vom Berghauptmann unterschriebenen Erlaubnis in der Stadt niederlassen. In einigen Bergrevieren war man darauf angewiesen, dass auch ausländische Bergleute sich am Bergbau beteiligten. Im Harzer Bergrevier sicherte die erste Bergfreiheit aus dem Jahr 1532 auch ausländischen Bergleuten die Rechte zu.

## Das Bergfreie
Als Bergfreies oder im Freien liegendes Feld bezeichnete man einen Bezirk oder ein Feld, das gemäß dem Bergregal noch dem Landesherrn gehörte. Die Felder waren entweder noch nicht gemutet oder sie waren wieder gänzlich auflässig geworden. Diese im Freien liegenden Felder wurden unter bestimmten Vorbehalten und gemäß den jeweiligen Berggesetzen auch an Privatpersonen in der entsprechenden gesetzlichen Feldgröße als Grubenfeld verliehen. Voraussetzung hierfür war die Freierklärung des Bergbaus oder der bereits eingetretene Freibau. Das Bergwerksgut – in der Regel der Bodenschatz – wird als bergfrei bezeichnet, weil es nur zu Gunsten der bergmännischen Benutzung und somit nur für den Bergbau und dessen Bergwerksunternehmer für frei erklärt wird. Als bergfrei galt somit ein Feld, das entweder noch nicht gemutet worden war, oder ein Feld, das nach erfolgter Freifahrung wieder ins Bergfreie gefallen war. Felder, die wieder ins Bergfreie gefallen waren, konnten genauso wie im Freien liegende Felder unter Beachtung der jeweiligen Berggesetze an einen neuen Muter verliehen werden. In einem verliehenen Grubenfeld fand jedoch keine Bergfreiheit mehr statt; es durfte dort auch durch einen neuen Muter nicht mehr geschürft werden.
Obwohl der Begriff „bergfrei“ in den Berggesetzen eindeutig geregelt war, gab es in der Mitte des 19. Jahrhunderts unterschiedliche Auffassungen der einzelnen Bergämter darüber, ab welchem Zeitpunkt ein Feld als „nicht mehr bergfrei“ anzusehen war. In einer Erläuterung zum Min. Erl. vom 13. März 1854 wurde durch das königlich preußische Oberbergamt festgelegt, dass Felder, die durch Mutung in Anspruch genommen sind, schon ab dem Zeitpunkt der angenommenen Mutung als nicht mehr bergfrei galten. Dies führte zu Problemen insbesondere dann, wenn für ein Feld mehrere Mutungen eingelegt wurden. Verschärft wurden diese Probleme, wenn bei einer angenommenen Mutung die Fundstelle noch nicht besichtigt worden war. Nach einer Befahrung der Örtlichkeiten wurde dann oftmals die ältere Mutung bevorzugt und die jüngere Mutung zurückgewiesen. Bei Längenfeldern kam es vor, dass die Lage der Fundgrube oder der gemuteten Maaßen nicht bestimmbar war. In solchen Fällen mussten zunächst alle Mutungen angenommen werden und so lange für rechtskräftig angesehen werden, bis sich nach genauer Untersuchung ergab, ob die jüngere Mutung gegenüber der älteren Mutung weichen musste. Bei dieser Untersuchung wurde auch festgelegt, wie weit die jeweilige Mutung im Feld weichen musste.

## Privilegien
Die von den Landesherren gewährten Bergprivilegien sollten vorrangig der Förderung des Bergbaus und damit indirekt der Vermehrung der Einnahmen dienen, die der Landesherr aus dem Bergzehnt und anderen Abgaben schöpfte. Die einzelnen Regelungen konnten dabei für die jeweiligen Siedlungen und Bergstädte als Ganzes oder für die Bergleute oder Gewerken gelten. Die Privilegien konnten sich zwischen den einzelnen Revieren unterscheiden und zeitlich Veränderungen unterworfen sein. Bei den Privilegien für die mit dem Bergbau beschäftigten Personen wurde unterschieden zwischen den Privilegien für die Bergleute und den Privilegien für die Gewerken. Ab der Mitte des 19. Jahrhunderts wurden die Bergprivilegien im Zuge der weitestgehenden Privatisierung des Bergbaus und der zuvor einhergehenden Gesetzesänderungen abgeschafft. Als Folge davon kam es wiederholt zu Bergarbeiterstreiks.

## Einschränkungen
Die Bergfreiheit galt in den älteren Berggesetzen zunächst unbeschränkt für jedermann. Im Laufe der Jahre wurden jedoch durch Verordnungen mehrere Einschränkungen festgesetzt. Insbesondere im Königreich Böhmen waren bestimmte Personen und Personengruppen, Körperschaften und Stände in der Bergfreiheit teilweise oder sogar ganz eingeschränkt. Ausgenommen von der allgemeinen Bergfreiheit – bezogen auf alle Berglehnsobjekte – waren Mitglieder eines Klosters oder Stiftes, Juden sowie türkische Untertanen und ihre Frauen. Begründet wurde dies in den Verordnungen folgendermaßen:
- Da die Mitglieder von Stiften und Klöstern ein Armutsgelübde abgelegt haben, dürfen sie kein Privateigentum erwerben. Durch den Erwerb von Privateigentum würde alles, was die Mitglieder erwerben und ins Kloster einbringen, nicht der einzelnen Person, sondern der geistlichen Körperschaft zufallen.
- Juden war nach den bestehenden Verordnungen, wie z. B. der Circularverordnung vom 10. Juni 1770, das Betreten der Bergwerke untersagt. Durch spätere ausdrückliche Verfügungen (Sub. Verordnung vom 2. Juni 1815) war es ihnen verboten, ein Berglehn oder Teile davon zu erwerben.
- Türkische Untertanen galten mehreren Hofdekreten gemäß zum Besitz von sogenannten Realitäten überhaupt und von Bergentien insbesondere als ungeeignet.

Teilweise vom Erwerb einiger gewisser Bergbaugegenstände ausgeschlossen waren Stifte und Klöster, die dem Amortisationsgesetz unterlagen, Beamte, die bei Berggerichten und Bergämtern die landesfürstlichen und lehnsobrigkeitlichen Angelegenheiten regelten, und deren Frauen und im Haushalt lebende Kinder sowie Hof- und sonstige Bergräte. Auch dies war durch verschiedene Verordnungen und Dekrete geregelt. Privatgewerkschaftliche Beamte und Eigenlöhner, die bei den Gewerken als Steiger angestellt waren, waren von dieser Einschränkung nicht betroffen.
In Österreich galt die Bergfreiheit nicht für die bergbauliche Gewinnung von Salz. Dies war aufgrund des österreichischen Berggesetzes nicht möglich, da es aufgrund besonderer Gesetze (Zoll- und Staatsmonopolverordnung vom 11. Juli 1835) ein Salzmonopol für den österreichischen Staat gab. Ausnahme bildete das Seesalz, dessen Gewinnung teilweise durch private Betriebe getätigt wurde, welche jedoch das gesamte gewonnene Salz zu einem festgesetzten Preis an den Staat abliefern mussten.

## Rechte des Landesherrn
Zu Beginn der Bergfreiheit stand dem Landesherrn (Bergherrn) der Erlös der dritten Schicht, Schicht im Sinne von Bergteilen, jeder Zeche zu, er musste jedoch auch die jeweiligen Kosten übernehmen. Diese Modalitäten wurden später dahingehend geändert, dass dem Bergherrn der Zehnt zustand, der vom landesherrlichen Zehntner eingenommen wurde. Ein weiteres Recht war das Vorkaufsrecht auf das gewonnene Silber, mitunter auch auf andere Metalle. Dem Bergherrn stand der Bergzehnt von allen Zechen zu. Bei schlechter Wirtschaftslage der Gruben konnte der Zehntner den Zehnt für eine bestimmte Zeit ganz oder teilweise erlassen. Weitere Einnahmen, die dem Bergherrn zustanden und von den Bergwerksbesitzern zu zahlen waren, waren das Quatembergeld, der Schätzesatz und das Lade- und Waaggeld. Diese Einnahmen standen dem Bergherrn jedoch nur zu, wenn er entsprechende Verordnungen über diese Einnahmen erlassen hatte.

## Bergstädte
Aus der Gewährung von Bergfreiheiten entstanden die sogenannten Freien Bergstädte. Diese Städte haben oftmals eine Entwicklung durchlaufen, denn viele von ihnen waren in der Vergangenheit einfache Bauerndörfer, um anschließend über die Funktion als Bergmannssiedlung dann zur Bergstadt ernannt zu werden. Die Stadt Schneeberg wurde von ihrem Landesfürsten mit den Bergfreiheiten „begnadet“. Verschiedene ehemalige Bergstädte und -dörfer enthalten aufgrund der erlangten Bergfreiheit das Wort „frei“ oder „Freiheit“ in ihrem Namen: Zum Beispiel die Stadt Freiberg in Sachsen, der Markt Freihung in Bayern/Oberpfalz, oder das Dorf Freiheit im Harz, das heute ein Ortsteil von Osterode am Harz ist. Die Bergmannssiedlung Bergfreiheit im Kellerwald wurde unter diesem Namen 1561 gegründet und ist heute ein Ortsteil von Bad Wildungen. Auch das Dorf Silbach im Sauerland trägt seit 1559 den Titel „Bergfreiheit“.

## Heutige Regelungen
Im modernen bergrechtlichen Sinne bedeutet Bergfreiheit die Freiheit jedes Bergbauwilligen, bergfreie Bodenschätze aufzusuchen, unabhängig von der Tatsache, ob ihm der Grund und Boden gehört. Dafür ist eine Erlaubnis erforderlich. Bergfreie mineralische Rohstoffe gehen mit der Aneignung (also der Erschließung der Lagerstätte und deren Abbau) in das Eigentum des dazu Berechtigten über. Es bedarf dazu der Bewilligung oder des Bergwerkseigentums.
Geregelt ist das beispielsweise im deutschen Bundesberggesetz oder im österreichischen Mineralrohstoffgesetz (§ 3 MinroG).
Dabei ist die Bergfreiheit auf gewisse Bodenschätze beschränkt, die von Land zu Land unterschiedlich sein können.
In Deutschland sind bergfreie Bodenschätze: Actinium und die Actinoiden, Aluminium, Antimon, Arsen, Beryllium, Blei, Bor, Caesium, Chrom, Eisen, Francium, Gallium, Germanium, Gold, Hafnium, Indium, Iridium, Kadmium, Kobalt, Kupfer, Lanthan und die Lanthanoiden, Lithium, Mangan, Molybdän, Nickel, Niob, Osmium, Palladium, Phosphor, Platin, Polonium, Quecksilber, Radium, Rhenium, Rhodium, Rubidium, Ruthenium, Scandium, Schwefel, Selen, Silber, Strontium, Tantal, Tellur, Thallium, Titan, Vanadium, Wismut, Wolfram, Yttrium, Zink, Zinn, Zirkonium – gediegen und als Erze außer in Raseneisen-, Alaun- und Vitriolerzen –; Kohlenwasserstoffe nebst den bei ihrer Gewinnung anfallenden Gasen; Stein- und Braunkohle nebst den im Zusammenhang mit ihrer Gewinnung auftretenden Gasen; Graphit; Stein-, Kali-, Magnesia- und Borsalze nebst den mit diesen Salzen in der gleichen Lagerstätte auftretenden Salzen; Sole; Flussspat und Schwerspat. Ebenfalls bergfrei ist Erdwärme und die im Zusammenhang mit ihrer Gewinnung auftretenden anderen Energien (Erdwärme).
In Österreich sind beispielsweise Erze (Metallvorkommen), Gipse, Schwer- und Flussspat, Kohle und Ölschiefer, Magnesit, Kalkstein, Tone (soweit diese als Lockergesteine vorliegen) und einige andere Erden und Gesteine bergfrei, aber Steinsalz, Kohlenwasserstoffe (also insbesondere Erdölvorkommen), uran- und thoriumhaltige mineralische Rohstoffe bundeseigen (Eigentum der Republik Österreich), und alle anderen (nicht explizit im Gesetz angeführten) Vorkommen grundeigen, gehören also dem Grundbesitzer.